# Le noci di cocco
Le noci di cocco (The Cocoanuts) è un film del 1929 diretto Robert Florey e Joseph Santley.
È il primo lungometraggio interpretato dai fratelli Marx, nonché uno dei primi film sonori della storia del cinema, la cui produzione e realizzazione dovette far fronte a continui problemi e difficoltà tecniche, ma in cui l'elemento comicità funzionò al meglio, posto che i fratelli Marx avevano interpretato le loro parti per anni nell'omonima opera teatrale da cui il film è tratto, andata in scena per la prima volta l'8 dicembre 1925 a New York e proseguita per 276 repliche. A teatro, oltre ai fratelli Marx, protagonista in scena era anche Margaret Dumont nella parte della signora Potter, ruolo che rifarà anche sullo schermo. Lo spettacolo venne ripreso al Century Theatre nel maggio 1927, sempre con protagonisti i Marx e la Dumont.

## Trama
All'epoca del boom economico sviluppatosi in Florida negli anni venti, Mr. Hammer è il proprietario del gigantesco Hotel Cocoanuts, un albergo di 600 stanze in cui la maggior parte degli ospiti non paga l'affitto, tanto che Hammer è costretto a far lavorare gratis i propri impiegati poiché non è in grado di pagare gli stipendi. Per scongiurare la crisi finanziaria, Mr. Hammer tenta di salvare la propria posizione corteggiando Mrs. Potter, una facoltosa vedova che è anche una tra i pochi ospiti dell'albergo a pagare i conti.
Nel frattempo, Mrs. Potter tenta di combinare il fidanzamento di sua figlia Polly con Harvey Yates, un altro ospite dell'albergo che lei ritiene degno di stima. Ma Yates è in realtà un truffatore che sta progettando di rubare una preziosissima collana di diamanti di proprietà di Mrs. Potter. Il furto riesce e Yates nasconde il bottino all'interno dell'area di terreno che sta per essere battuta all'asta nei pressi dell'albergo.
A sua volta, Polly è innamorata del giovane architetto Bob Shaw, che lavora come impiegato all'hotel ma sogna di diventare ricco e famoso e di poter sposare Polly. Nel tentativo di realizzare i suoi sogni, Shaw compra dei terreni all'asta, ma la proprietà che acquista è proprio quella dove la collana di diamanti è stata nascosta da Yates. Quando Harpo scopre la collana rubata all'interno della proprietà appena acquistata da Shaw, questi viene creduto colpevole di furto, ma la sua innocenza viene dimostrata alla festa di fidanzamento di Yates e di Polly. Alla fine, Mrs. Potter annuncia che il matrimonio tra Shaw e Polly sarà celebrato e tutti gli ospiti dell'albergo festeggiano insieme.

## Produzione
Il film fu prodotto dalla Paramount Pictures. Venne girato negli studi newyorkesi Astoria della Paramount, nel Queens, al 3412 36th Street, con un budget stimato di 500 000 dollari.

## Distribuzione
Il film, che si avvalse del medesimo cast già protagonista sul palcoscenico, dai quattro fratelli Marx, a Oscar Shaw, Mary Eaton e Margaret Dumont, fu un grande successo commerciale, con un incasso di circa due milioni di dollari, nonostante i fratelli Marx non fossero entusiasti del risultato e avessero cercato di impedire alla Paramount il lancio del film. 
Venne presentato in prima a New York con il titolo originale The Cocoanuts il 3 maggio 1929, in una versione di 140 minuti. Uscì poi in sala il 3 agosto 1929. Nei titoli, appaiono come "presentatori" i nomi di Jesse L. Lasky e Adolph Zukor, i due tycoon della Paramount.
Il film arrivò in Italia direttamente in televisione nel 1992, e fu poi distribuito in VHS coi titoli Noci di cocco e Il ladro di gioielli.
Negli anni, è stato pubblicato in VHS e in DVD, distribuito in tutto il mondo, attraverso la MCA/Universal Pictures, la MCA/Universal Home Video, la Continental Home Vídeo, la Sogemedia. Nel 2011, ne è uscita una nuova versione dell'Universal Studios Home Entertainment in DVD.